# Lijst van rivieren in Brazilië

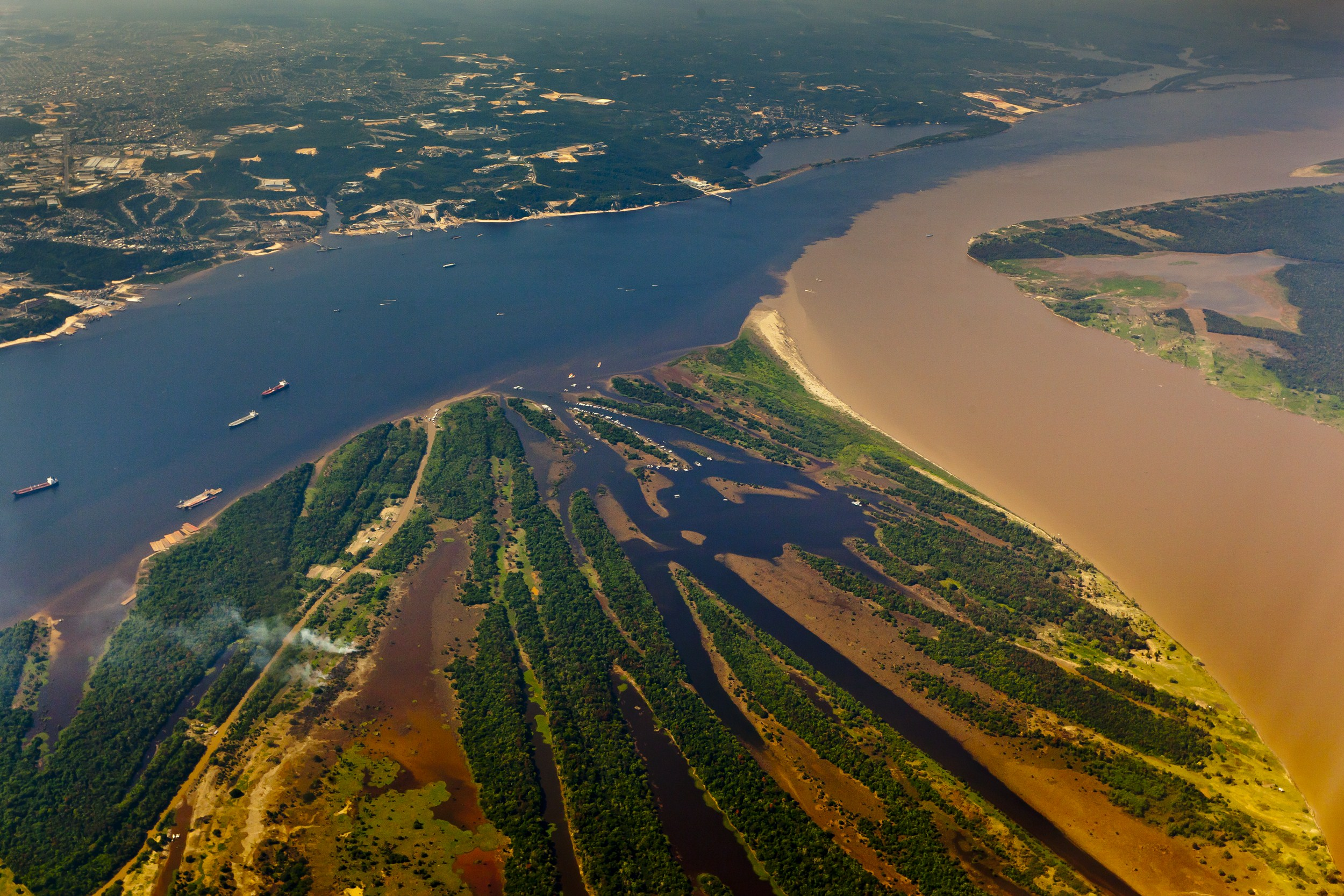
De rivieren de Rio Negro en de Amazone

Dit is een lijst van rivieren in Brazilië.

## Belangrijkste rivieren in Brazilië naar lengte
| Rivier          | Lengte   | Bron                              | Bron                                      | Bron     | Monding            | Monding                                   | Monding    |
| Rivier          | Lengte   | Bron                              | Staat/Provincie                           | Land     | Monding            | Staat/Provincie                           | Land       |
| --------------- | -------- | --------------------------------- | ----------------------------------------- | -------- | ------------------ | ----------------------------------------- | ---------- |
| Amazone         | 6.992 km | Nevado Mismi Andes                | Caylloma                                  | Peru     | Atlantische oceaan | Amapá Pará                                | Brazilië   |
| Paraná          | 3.998 km | Grande en Paranaíba               | Mato Grosso do Sul Minas Gerais São Paulo | Brazilië | Río de la Plata    | Buenos Aires Entre Ríos                   | Argentinië |
| Purus           | 3.400 km | Cujar en Curiuja                  | Purús                                     | Peru     | Amazone            | Amazonas                                  | Brazilië   |
| São Francisco   | 2.863 km | Serra da Canastra                 | Minas Gerais                              | Brazilië | Atlantische oceaan | Alagoas Sergipe                           | Brazilië   |
| Paraguay        | 2.695 km | Serra dos Parecis                 | Mato Grosso                               | Brazilië | Paraná             | Chaco Corrientes                          | Argentinië |
| Paraguay        | 2.695 km | Serra dos Parecis                 | Mato Grosso                               | Brazilië | Paraná             | Ñeembucú                                  | Paraguay   |
| Tocantins       | 2.460 km | Serra dos Pireneus                | Goiás                                     | Brazilië | Atlantische oceaan | Pará                                      | Brazilië   |
| Juruá           | 2.410 km | Reserva Indígena Murunahua        | Atalaya                                   | Peru     | Amazone            | Amazonas                                  | Brazilië   |
| Araguaia        | 2.115 km | Mineiros (GO) Alto Taquari (MT)   | Goiás Mato Grosso                         | Brazilië | Tocantins          | Pará Tocantins                            | Brazilië   |
| Xingu           | 1.870 km | Kuluene en Sete de Setembro       | Mato Grosso                               | Brazilië | Amazone            | Pará                                      | Brazilië   |
| Parnaíba        | 1.850 km | Água Quente en Riacho das Lontres | Maranhão Piauí                            | Brazilië | Atlantische oceaan | Maranhão Piauí                            | Brazilië   |
| Tapajós         | 1.784 km | Juruena en Teles Pires            | Amazonas Mato Grosso Pará                 | Brazilië | Amazone            | Pará                                      | Brazilië   |
| Uruguay         | 1.770 km | Canoas en Pelotas                 | Rio Grande do Sul Santa Catarina          | Brazilië | Río de la Plata    | Buenos Aires                              | Argentinië |
| Uruguay         | 1.770 km | Canoas en Pelotas                 | Rio Grande do Sul Santa Catarina          | Brazilië | Río de la Plata    | Colonia                                   | Uruguay    |
| Negro - Guainía | 1.700 km | Chamasiqueni en Caño Loro         | Guainía                                   | Colombia | Amazone            | Amazonas                                  | Brazilië   |
| Guaporé         | 1.749 km | Serra dos Parecis                 | Mato Grosso                               | Brazilië | Mamoré             | Mamoré Vaca Díez                          | Bolivia    |
| Guaporé         | 1.749 km | Serra dos Parecis                 | Mato Grosso                               | Brazilië | Mamoré             | Rondônia                                  | Brazilië   |
| Putumayo - Içá  | 1.645 km | Nudo de los Pastos                | Putumayo                                  | Colombia | Amazone            | Amazonas                                  | Brazilië   |
| Madeira         | 1.450 km | Beni en Mamoré                    | Federico Román Vaca Díez                  | Bolivia  | Amazone            | Amazonas                                  | Brazilië   |
| Madeira         | 1.450 km | Beni en Mamoré                    | Rondônia                                  | Brazilië | Amazone            | Amazonas                                  | Brazilië   |
| Grande          | 1.360 km | Serra da Mantiqueira              | Minas Gerais                              | Brazilië | Paraná             | Mato Grosso do Sul Minas Gerais São Paulo | Brazilië   |
| Iguaçu          | 1.320 km | Serra do Mar                      | Paraná                                    | Brazilië | Paraná             | Misiones                                  | Argentinië |
| Iguaçu          | 1.320 km | Serra do Mar                      | Paraná                                    | Brazilië | Paraná             | Paraná                                    | Brazilië   |
| Iguaçu          | 1.320 km | Serra do Mar                      | Paraná                                    | Brazilië | Paraná             | Alto Paraná                               | Paraguay   |
| Iriri           | 1.300 km | Serra do Cachimbo                 | Pará                                      | Brazilië | Xingu              | Pará                                      | Brazilië   |
| Juruena         | 1.240 km | Serra dos Parecis                 | Mato Grosso                               | Brazilië | Tapajós            | Amazonas Mato Grosso Pará                 | Brazilië   |
| Paraíba do Sul  | 1.137 km | Serra da Bocaina                  | Rio de Janeiro                            | Brazilië | Atlantische oceaan | Rio de Janeiro                            | Brazilië   |
| Tietê           | 1.136 km | Serra do Mar                      | São Paulo                                 | Brazilië | Paraná             | Mato Grosso do Sul São Paulo              | Brazilië   |